# Bhairapur, Savanur
Bhairapur là một làng thuộc tehsil Savanur, huyện Haveri, bang Karnataka, Ấn Độ.